# Choina zachodnia
Choina zachodnia (Tsuga heterophylla) – gatunek drzewa z rodziny sosnowatych (Pinaceae), pochodzący z Ameryki Północnej.

## Morfologia
PokrójDrzewo osiąga zwykle do 20–40 m wysokości, a najwyższe osobniki do 83 metrów. Ma stożkowatą koronę, przewieszony wierzchołek i zwisające gałęzie. Choinę zachodnią można łatwo rozpoznać po zwisających, długich, młodych pędach i końcach gałązek.
LiścieIgły o mieszanej długości od 5 mm do 23 mm (heterophylla znaczy różnolistna), obsadzone spiralnie i wykręcone u podstawy tak, że rozkładają się na obie strony gałązki. Igły na brzegach drobno piłkowane, z wierzchu zielone, pod spodem z dwoma srebrzystoszarymi paskami - zimą mogą zabarwić się na brązowo.

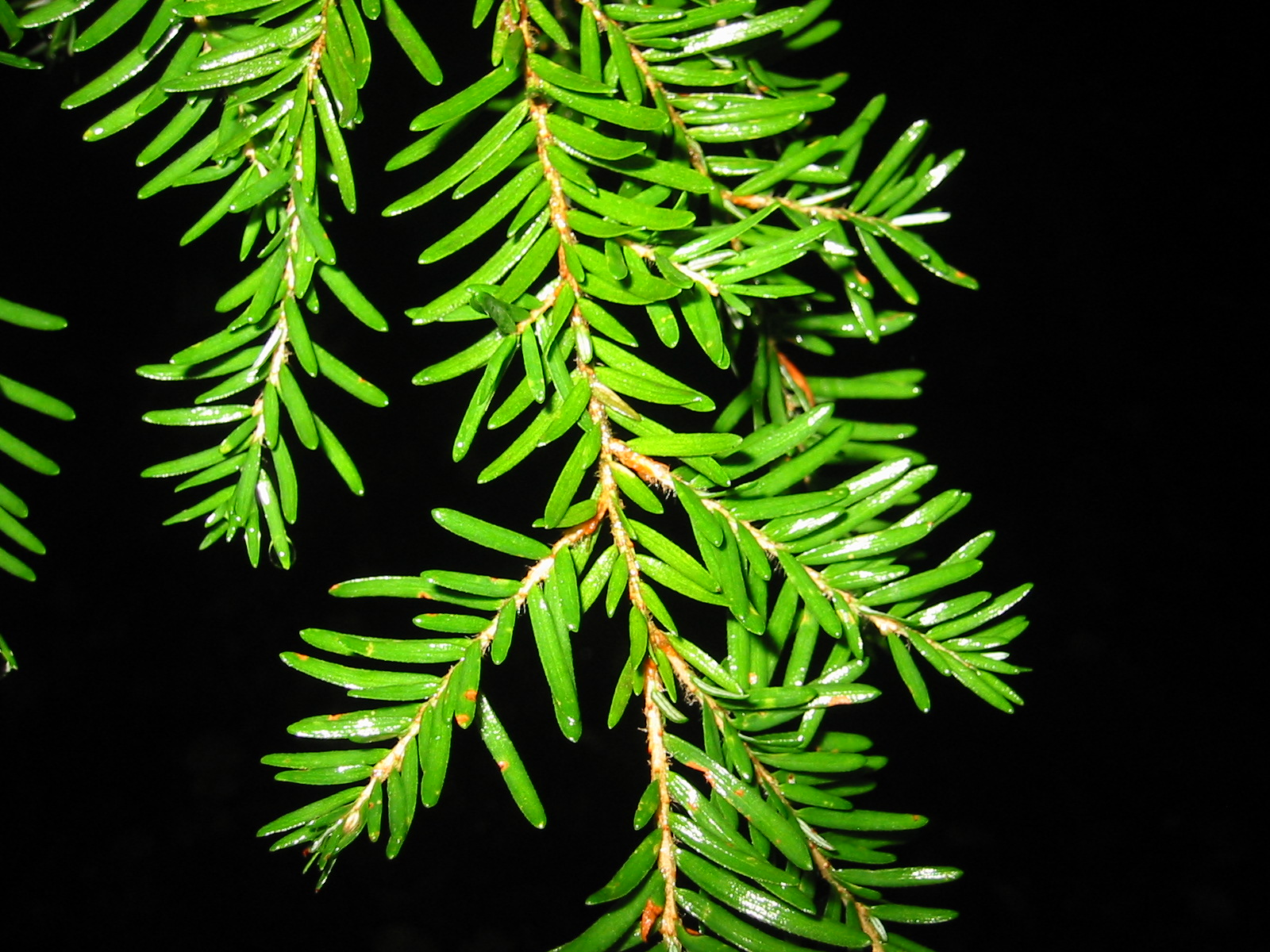
Igły
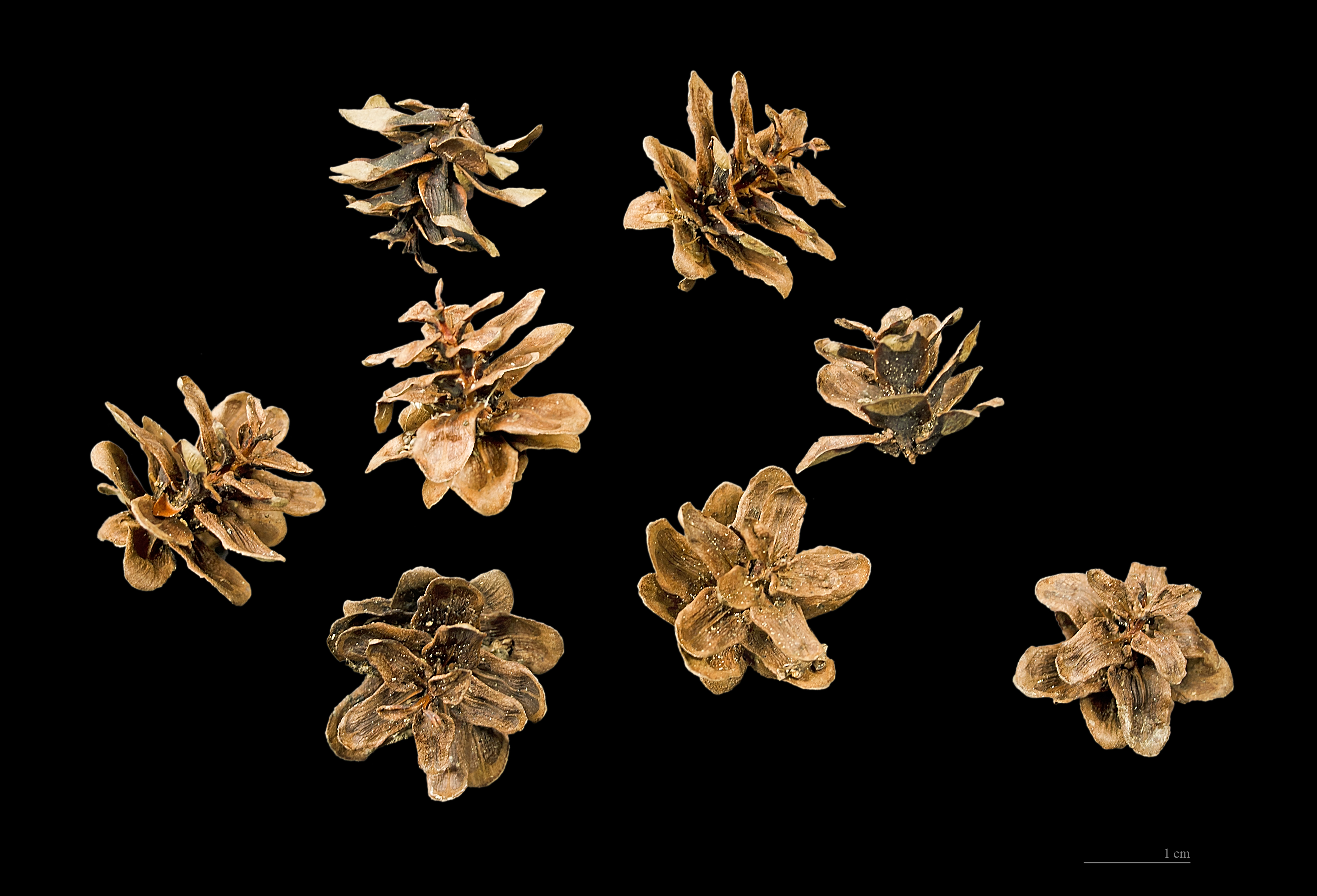
Szyszki choiny zachodniej
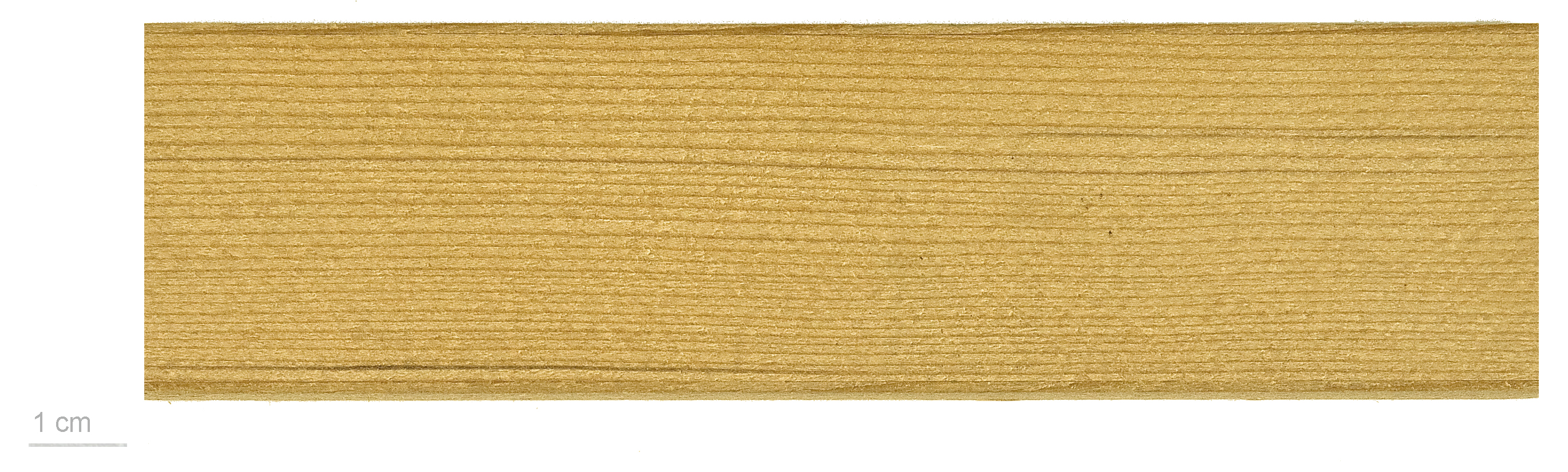
Drewno choiny zachodniej

## Biologia i ekologia
Igły po roztarciu w palcach przypominają zapachem rośliny baldaszkowate. 
Występuje w rejonach o łagodnym, wilgotnym klimacie, w parkach i ogrodach.